# Het duikstertje
Het duikstertje is een artistiek kunstwerk in Amsterdam-Centrum.
Het is een beeldje uit 2018 dat is gemaakt door Street Art Frankey. Deze kunstenaar maakt voor de stad Amsterdam allerlei kleine kunstuitingen, die het in zijn ogen saaie straatbeeld moeten opfleuren. Sommige beeldjes van hem hebben de neiging net zo snel te verdwijnen als dat ze geplaatst zijn, andere hebben een permanente opstelling. Het duikstertje van expoxy was origineel bedoeld voor een boom aan een vijver in het Vondelpark, maar die boom bleek rot en moest afgezaagd worden. Het beeld werd daarop verplaatst naar een dukdalf in het Entrepotdok. Het is waarschijnlijk het kleinste beeldje in de openbare ruimte van Amsterdam. Alhoewel de sokkel waarop ze staat vele malen groter is dan het beeld, is het niet de grootste sokkel voor een beeld in Amsterdam. Verschuivingen aan de Churchill-laan van Ben Guntenaar werd door dezelfde Frankey gebruikt als sokkel voor zijn King Kong, maar ook stadsbeeldhouwer Hildo Krop heeft beelden met hoge sokkels. 